# Robert d'Escourt Atkinson
Robert d'Escourt Atkinson (Rhayader, Gales, 11 de abril de 1898 - Bloomington, Indiana, 28 de octubre de 1982) fue un astrónomo, físico e inventor británico .
En 1929, Atkinson colaboró con Fritz Houtermans para desarrollar la teoría de la producción de energía en las estrellas por el proceso de fusión nuclear ,en el que la energía es liberada por la fusión de núcleos ligeros, de conformidad con la fórmula de Einstein de la equivalencia masa-energía. Su trabajo es pionero en esto, y más tarde en la formación de elementos químicos dentro de las estrellas, Atkinson ganó la Medalla Eddington en 1960.En 1937 se convirtió en jefe adjunto del Real Observatorio de Greenwich.
El asteroide (1827) Atkinson lleva su nombre.
Con conocimientos de mecánica de Atkinson fue llevada a una comisión para diseñar un reloj astronómico para la Catedral de York.